# Gerth Medien
Gerth Medien ist ein deutscher christlicher Buch- und Musikverlag mit Sitz in Wetzlar. Der ursprüngliche Verlag wurde 1949 gegründet, 2016 von der Stiftung Christliche Medien übernommen und 2020 mit der SCM Verlagsgruppe verschmolzen. Ziel der Verlagsarbeit „ist es, Menschen Ausrichtung, Inspiration und Hilfe für einen lebendigen Glauben sowie praktische Antworten auf Lebensfragen zu geben.“ Der Verlag publiziert u. a. Bücher, Filme, Musik sowie Kinder- und Jugendhörspiele.

## Geschichte

### HSW – Hermann Schulte, Wetzlar
1949 gründete Hermann Schulte eine christliche Buchhandlung in Wetzlar. 1956 begann er mit der Produktion christlicher Singles unter dem Label Frohe Botschaft im Lied. 1968 erschien mit dem Roman Sturmwind von Allan Stewart das erste Buch im Verlag HSW – Hermann Schulte, Wetzlar. Zu den ersten Interpreten des Musiklabels gehörten unter anderen die unterschiedlichen Chöre der Evangelisch-Freikirchlichen Gemeinde Derschlag, Musikproduzent und Chorleiter Johannes Haas mit den ersten Jugend-für-Christus-Chören und seinem Evangeliumsquartett, der Kontra-Altistin Renate Lüsse, Tenor Franz Knies und Organist Peter van Woerden. Zum größten Teil bestand das Repertoire aus US-amerikanischen Erweckungsliedern. 1961 trat die Komponistin und Musikproduzentin Margret Birkenfeld in den Verlag ein und übernahm die Leitung der Musikabteilung. In Zusammenarbeit mit Peter van Woerden veröffentlichte sie zunächst zahlreiche Folgen der Reihe Onkel Peters Kinderstunde im Kinder-Sublabel Frohe Botschaft für Kinder. Später gründete sie den hauseigenen Wetzlarer Evangeliumschor und zeichnete als Musikproduzentin zahlreicher Veröffentlichungen des Labels verantwortlich. Anfang der 1970er Jahre wurde Siegfried Fietz leitender Musikproduzent für Veröffentlichungen im Sublabel Songs der Frohen Botschaft für zeitgenössische Christlichen Popmusik, bis er sich wenige Jahre später mit eigenem Musikverlag und Label namens Abakus selbstständig machte.

### Der christliche Club
Im März 1960 gründete Hermann Schulte die Schallplattengemeinschaft Frohe Botschaft im Lied und bot Mitgliedern Tonträger sowie Abspielgeräte und Radios wie den „Froboton“ zu ermäßigten Preisen an. Ende der 1960er Jahre wurde auch das Buchprogramm in das Sortiment integriert. Mit dem Wechsel des Verlagnamens erlebte auch der Club mehrfach eine Umbenennung. Zunächst wechselte er seinen Namen zu HSW-Club, mit Übernahme der Geschäftsleitung durch Klaus Gerth zu Schulte & Gerth Club und im Zuge der Fusion Schulte & Gerths mit Projektion J zu Gerth Medien schließlich zu Der christliche Club. Der Club gibt heute vierteljährlich sein Club-Magazin heraus und zählt mehr als 20.000 Mitglieder.

### Schulte & Gerth
Aufgrund einer wirtschaftlichen Krise warb Hermann Schulte den Betriebswirt Klaus Gerth, damals als Manager bei Beiersdorf Marketingleiter und Prokurist der Marke Juvena. Gerth trat 1975 als Geschäftsführer in den Verlag ein und übernahm diesen schließlich 1978 auf Schultes persönlichen Wunsch hin, sodass das Unternehmen zu Verlag Schulte + Gerth umfirmiert wurde. Nach erfolgreicher wirtschaftlicher Umstrukturierung folgten in den nächsten Jahren Hinzukäufe wie 1985 der Erwerb des Herold-Verlags, 1988 des Memra-Verlags und 1993 des Musiklabels Go for Records. Der 1982 gegründete Nachrichtendienst Topic wurde 1993 verkauft. 1995 übernahm der Verlag exklusiv die Auslieferung des Musikprogramms von Janz Team Music. Mit dem Umzug in ein neues Verlagsgebäude mit angeschlossenem Auslieferungslager in Aßlar-Berghausen verlegte der Verlag 1988 seinen Standort von Wetzlar weg. 1992 wurde der Verlagsname erneut zu Verlag Klaus Gerth geändert, wenngleich die Marke Schulte & Gerth für ein weiteres Jahrzehnt beibehalten wurde. 
Zu den bedeutsamen Veröffentlichungen dieser Zeit zählen unter anderem die Roman-Serie Die Siedler der kanadischen Schriftstellerin Janette Oke und die Abenteuergeschichten der Fünf Geschwister von Dieter B. Kabus. Beide Serien wurden von Günter Schmitz als Hörbuch bzw. Hörspiel herausgebracht. Musikalisch bezeichnende Veröffentlichungen dieser Zeit brachten unter anderem die Wir-singen-für-Jesus-Chöre, Margret Birkenfeld mit ihren Wetzlarer Chören, Johannes Haas mit dem Singkreis Frohe Botschaft sowie dem Evangeliumsquartett und junge Rockbands wie Damaris Joy. Mit dem Leitungswechsel in der Musikabteilung von Margret Birkenfeld zu Jochen Rieger hielten Chorprojekte wie Lebendige Psalmen mit dem Schulte & Gerth Studiochor und verstärkt Instrumentalproduktionen Einzug ins Verlagsprogramm. Auch die stilistisch dem Klassikpop zuzuordnenden Kantaten und Oratorien von Klaus Heizmann wie die Reihe Die neue Kantate oder das Jerusalem Oratorium aus dem Jahre 1994 zählen zu den wichtigen Publikationen des Hauses. Mit dem Abklingen der Jugendchorbewegung bahnten sich dann Solisten und Bands wie Beate Ling, Klemata, Layna, Andrea Adams-Frey und Sharona mit aktueller Pop- und Rockmusik den Weg. Der Verlag unterhielt für seine unterschiedlichen Stilrichtungen zunächst die Musiklabel S+G (LC 06160) für traditionelle sowie neue geistliche Musik – wobei für letzteres zwischenzeitlich auch das Label In-Takt (LC 08250) aktiv wurde – Kitty (LC 06161) für Kinderproduktionen und Lord Records (LC 06162) für Christliche Popmusik und Gospelrock. Im Jahr 2000 erloschen alle Labels zugunsten des spartenübergreifenden Musiklabels Schulte & Gerth (LC 00895).

### Projektion J
Zum 1. Januar 1996 wurde der Projektion J Verlag mit Sitz in Wiesbaden vom Verlag Klaus Gerth übernommen und als paralleler Verlagszweig neben der etablierten hauseigenen Marke Schulte & Gerth weitergeführt. In der neuen Produktschiene wurde vor allem das aus den USA importierte Genre der Worship- bzw. Lobpreismusik und Künstler wie Albert Frey, Lothar Kosse und Arne Kopfermann sowie Printliteratur von meist charismatischer Prägung vermarktet. Zu den Autoren gehörten amerikanische Schriftsteller wie Bill Hybels, John Ortberg, Robert Schuller, Lee Strobel, Frank E. Peretti, Bücher wie Leben mit Vision von Rick Warren, Das Gebet des Jabez von Bruce Wilkinson und die Finale-Buchserie von Tim LaHaye und Jerry B. Jenkins oder der Alpha-Kurs für Glaubenseinsteiger.

### Gerth Medien
1998 wurden die Verlagszweige Schulte & Gerth und Projektion J unter dem organisatorischen Dach Gerth Medien zusammengeführt, ab 2003 erschienen die unterschiedlichen Musikproduktlinien beider Verlage unter dem gemeinsamen Musiklabel Gerth Music (LC 12055). 2005 verschmolzen beide Verlage zu Gerth Medien. Auch das Musiklabel Gerth Music wurde dabei von dem Label Gerth Medien abgelöst, das seither unter dem Labelcode 13743 auftritt.
2006 wurde Gerth Medien Teil der internationalen Verlagsgruppe Random House des Bertelsmann-Konzerns. Nach dem Ausscheiden Klaus Gerths Anfang 2008 wurde Ralf Markmeier, bis dahin Leiter der Gütersloher Verlagshauses, Geschäftsführer des Unternehmens. Nachdem dieser im April 2014 zusätzlich erneut die Leitung über das Gütersloher Verlagshaus übertragen bekommen hatte, wurde im Juli 2015 Stefan Wiesner Verlagsleiter für Gerth Medien und adeo während Ralf Markmeier bis 2017 als Geschäftsführer agierte. In der Geschäftsführung folgten ihm Marco Abrahms und Ulrich Eggers. Von September 2017 bis April 2024 war Detlef Holtgrefe Verlagsleiter der Gerth Medien.

### adeo
2010 gründete Gerth Medien mit adeo eine neue Marke. Prominente Bestsellerautoren wie Patricia Kelly, Samuel Koch, Margot Käßmann und Martin Schleske, aber auch unbekannte Autoren veröffentlichen hier ihre Bücher. Im Frühjahr 2011 erreichte das Buch Sehnsucht nach Leben von Margot Käßmann zwei Wochen nach Erscheinen den ersten Platz der Spiegel-Bestsellerliste und blieb 16 Wochen lang unter den Top Ten.
Im September 2017 hat Karoline Kuhn die Programmleitung des adeo Verlages übernommen. Seit 2021 hat Sarah Koller die Stelle der Programmleitung inne.

### Stiftung Christliche Medien
Zum 1. Juli 2016 wurde Gerth Medien mit Adeo von der Stiftung Christliche Medien übernommen. Dadurch sollen Inhalt und Breite des Angebots gesichert werden.
Im April 2020 wurde die Gerth Medien GmbH schließlich mit der SCM Verlagsgruppe GmbH verschmolzen.